# Euproctoides ansorgei
Euproctoides ansorgei är en fjärilsart som beskrevs av Jordan 1904. Euproctoides ansorgei ingår i släktet Euproctoides och familjen tofsspinnare. Inga underarter finns listade i Catalogue of Life.